# سد پخش
سد پخش یا سد نفوذ (به انگلیسی: Diffusion barrier) یک لایه نازک (معمولاً ضخامت میکرومتری) از فلز است که معمولاً بین دو فلز دیگر قرار می‌گیرد. این کار برای عمل به عنوان یک سد برای محافظت از یکی از فلزات از تخریب‌سازی دیگری انجام می‌شود.
چسبش (به انگلیسی: Adhesion) یک لایه فلزی آبکاری‌شده به زیرلایه آن به یک اندربندساز (به انگلیسی: interlocking) فیزیکی، اندرپخش (به انگلیسی: inter-diffusion) لایه‌نشانی یا پیوند شیمیایی بین صفحه و زیرلایه نیاز دارد تا بتواند کار کند. نقش یک سد پخش، جلوگیری یا به تأخیر انداختن پخش بین دو فلز برهم‌نهیده (به انگلیسی: superposed) است؛ بنابراین، برای مؤثر بودن، یک سد پخشِ خوب نیاز به بی‌اثری نسبت به مواد مجاور دارد. برای به دست آوردن چسبش خوب و یک سد پخش به‌طور همزمان، بندزنی بین لایه‌ها باید از یک واکنش شیمیایی با دامنه محدودشده در هردو مرز حاصل شود. موادی که چسبش خوبی دارند لزوماً سد پخش خوبی نیستند و برعکس. درنتیجه، مواردی وجود دارد که باید از دو یا چند لایه مجزا برای ایجاد میانجی مناسب بین زیرلایه‌ها استفاده شود.